# Diecezja odesko-symferopolska
Diecezja odesko-symferopolska (łac. Dioecesis Odesensis-Sympheropolitana)

## Historia
Diecezja rzymskokatolicka na Ukrainie, erygowana 4 maja 2002 przez papieża Jana Pawła II. Wchodzi w skład metropolii lwowskiej. Pierwszym biskupem ordynariuszem został mianowany biskup Bronisław Bernacki. Na kościół katedralny wyznaczono kościół pw. Wniebowzięcia Najświętszej Maryi Panny w Odessie.

## Dane statystyczne
Obszar diecezji zamieszkuje ok. 10 mln ludzi, z czego rzymscy katolicy stanowią 0,2%, tj. 16.500 wiernych. Na terenie diecezji znajduje się 29 parafii, w których łącznie pracuje 48 księży. – dane na 2010 r.
Jurysdykcja diecezji odesko-symferopolskiej obejmuje struktury Kościoła rzymskokatolickiego w obwodach chersońskim, kirowohradzkim, mikołajowskim, odeskim, Autonomicznej Republice Krymu oraz mieście wydzielonym Sewastopolu.

## Biskupi
- Bronisław Bernacki (2002–2020)
- Stanisław Szyrokoradiuk (od 2020)
- Jacek Pyl – biskup pomocniczy  (od 2013)

## Zobacz też

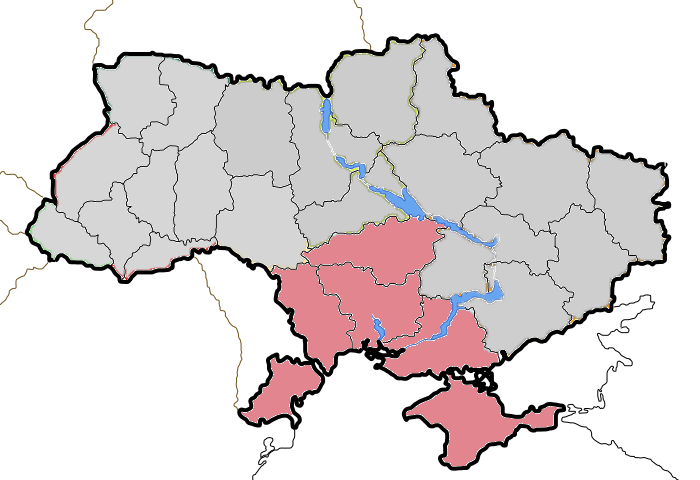
Diecezja na mapie Ukrainy